# Oostmolenpark
Het Oostmolenpark is een wijk in Kloetinge. Er is lang gediscussieerd over de vraag of de wijk bij Goes hoorde of bij Kloetinge. Uiteindelijk hoorde het bij Kloetinge. Dit misverstand kwam doordat Kloetinge pal tegen Goes aanligt.
De wijk is sinds 1990 aangelegd en daardoor tamelijk modern en met veel groen uitgerust. Ook wonen er veel kinderen. Er zijn al diverse uitbreidingen op de wijk gedaan. Een deel werd tussen 2000 en 2002 gebouwd: 54 huizen in jaren-dertigstijl, onder de naam Watership Down. Inmiddels zijn er plannen voor een nieuwe fase, tussen het bestaande Oostmolenpark en de Buys Ballotstraat in Goes. Dit deel gaat Riethoek heten en omvat 186 huizen.